# Rauhholz
Rauhholz ist eine Wüstung auf dem Gemeindegebiet des Marktes Marktschorgast im Landkreis Kulmbach (Regierungsbezirk Oberfranken, Bayern).

## Lage
Die Einöde wurde in der Bayerischen Uraufnahme verzeichnet. Sie lag auf einer Höhe von 476 m ü. NHN am gleichnamigen Waldgebiet. Ein Weg führte etwa einen Kilometer südöstlich nach Ziegenburg. Das Anwesen trug die Hausnummer 16 des Ortes Ziegenburg.

## Geschichte
Ob Rauhholz schon vor der Gemeindebildung von Ziegenburg gegründet wurde, lässt sich nicht sagen. Der letzte Hinweis findet sich in einem Gemeindeverzeichnis von 1892: Hier werden für die Gemeinde Ziegenburg noch sieben Orte angegeben. Auf den topographischen Karten nach dieser Zeit finden sich keinerlei Hinweise mehr. Rauhholz war nach St. Jakobus der Ältere (Marktschorgast) gepfarrt.

## Einwohnerentwicklung
| Jahr      | 001861 | 001871 | 001885 |
| Einwohner | 11     | 8      | 7      |
| Häuser    |        |        | 1      |
| Quelle    | [ 5 ]  | [ 6 ]  | [ 3 ]  |